# Infierno de todos
Infierno de todos es un libro de cuentos de Sergio Pitol. 
El autor mexicano los escribió durante su primera etapa y publicó en el año 1971.
Son sus primeros cuentos, que según el autor son " el resultado de un ejercicio de limpieza, una vía de escape de ese mundo asfixiado, enfermo, con tufo a lugares cerrados, oscuros y aislados". Durante el tiempo que escribió esos cuentos se entregó concienzudamente a la lectura de las novelas de Faulkner, pues veía en ellas la descripción de un mundo muy parecido al que el propio Pitol retrataba en sus historias.